# 司馬道福
司馬 道福（しば どうふく、生没年不詳）は、東晋の簡文帝の三女。王献之の後妻。安帝の皇后王神愛の母。没後に新安愍公主を追贈された。

## 生涯
母の徐貴人は、会稽王時代の簡文帝の寵愛を受ける。会稽王がまだ世継ぎがいなかったので、徐貴人に男子を産んでほしいと思っていたが、結局女児を産んだ。
余姚公主に封ぜられた。最初は桓温の次男桓済に降嫁した。桓済は流罪に処せられると、離婚した。独身に戻った道福は、再婚相手として王献之のと縁談を申し込むが、王献之はすでに結婚して夫婦仲も大変良かった。妻のみを愛する献之はこの婚約破談を望み、自ら足を火で燃やし、足が不自由になった。道福は王献之を気に入り、無理矢理に縁談を進めていた。最後に、王献之は前妻との離婚を余儀なくされて道福と再婚した。王献之との間には一人娘の神愛を儲けたが、王献之は前妻のことが忘れられず、失意のうちに病死した。

## 伝記資料
- 『晋書』卷80 列伝第50 王献之伝